# Atopsyche spinosa
Atopsyche spinosa är en nattsländeart som först beskrevs av Navás 1930.  Atopsyche spinosa ingår i släktet Atopsyche och familjen Hydrobiosidae. Inga underarter finns listade i Catalogue of Life.